# La Faurie
La Faurie ist eine französische Gemeinde mit 298 Einwohnern (Stand 1. Januar 2022) im Département Hautes-Alpes in der Region Provence-Alpes-Côte d’Azur.

## Geografie
Die Gemeinde liegt am Nordrand des Départements Hautes-Alpes nahe der Grenze zum Département Drôme.

## Geschichte
Der Name leitet sich von La Fabrica ab.

Der Ort hat einen Bahnhof, der heute allerdings nicht mehr verwendet wird.

## Bevölkerungsentwicklung
| Jahr      | 1962 | 1968 | 1975 | 1982 | 1990 | 1999 | 2007 |
| Einwohner | 226  | 250  | 227  | 215  | 224  | 231  | 314  |

## Wirtschaft und Infrastruktur
Die Gemeinde liegt an der D1075, die, später jeweils als A51, nach Grenoble und Aix-en-Provence führt.